# Eukoebelea
Eukoebelea is een geslacht van vliesvleugeligen uit de familie Torymidae. De wetenschappelijke naam van dit geslacht is voor het eerst geldig gepubliceerd in 1904 door Ashmead.

## Soorten
Het geslacht Eukoebelea omvat de volgende soorten:
- Eukoebelea australiensis (Ashmead, 1904)
- Eukoebelea camerunensis Mayr, 1906
- Eukoebelea cunia Joseph, 1957
- Eukoebelea nota (Baker, 1913)
- Eukoebelea spinitarsus (Mayr, 1906)
- Eukoebelea sycomori Wiebes, 1968
- Eukoebelea tristis (Grandi, 1916)